# ラファエル・ヌニェス国際空港
ラファエル・ヌニェス国際空港（ラファエル・ヌニェスこくさいくうこう）は、コロンビアのカルタヘナにある国際空港である。カリブ海に面しており、コロンビア北部の中心的な空港である。

## 主な航空会社
- アビアンカ航空
- ビバエア・コロンビア
- LATAM コロンビア
- ウィンゴ航空
- イージーフライ
- コパ航空
- LATAM ペルー
- アメリカン航空
- デルタ航空
- ジェットブルー航空
- スピリット航空
- エア・カナダ
- エア・トランザット
- プラス・ウルトラ航空
- KLMオランダ航空

## 主な就航路線
国内線: ボゴタ、メデジン、カリ、ペレイラ、アルメニア、ブカラマンガ、ククタ、サンアンドレス島　
国際線: パナマシティ、リマ、サンホセ、メキシコシティ、マイアミ、オーランド、フォートローダーデール、ニューヨーク/JFK、ニューアーク、トロント、モントリオール、マドリッド、アムステルダム